# Coelotes iyoensis
Coelotes iyoensis là một loài nhện trong họ Amaurobiidae.
Loài này thuộc chi Coelotes. Coelotes iyoensis được miêu tả năm 2009 bởi Nishikawa.